# The New Power Generation
A The New Power Generation egy amerikai popegyüttes volt Minneapolisból. Prince koncertegyütteseként tevékenykedtek 1990-től 2013-ig.

## Diszkográfia
- Diamonds and Pearls (1991)
- Love Symbol Album (1992)
- Goldnigga (1993)
- Exodus (1995)
- Newpower Soul (1998)
- One Nite Alone… Live! (2002)
- C-Note (2003)

## Fordítás
- Ez a szócikk részben vagy egészben  a   The New Power Generation című angol Wikipédia-szócikk fordításán alapul.  Az eredeti cikk szerkesztőit annak laptörténete sorolja fel. Ez a jelzés csupán a megfogalmazás eredetét és a szerzői jogokat jelzi, nem szolgál a cikkben szereplő információk forrásmegjelöléseként.